# Lavy Pinto
Lavinho Thomas „Lavy“ Pinto (* 23. Oktober 1929 in Nairobi; † 15. Februar 2020 in Chicago) war ein indischer Sprinter. Er war der erste Inder, der Goldmedaillen in Leichtathletik bei Asienspielen gewann.

## Biographie
Lavy Pinto wurde 1929 im seinerzeit britischen Nairobi, der heutigen Hauptstadt Kenias, geboren und wuchs in Dhobi Talao auf, einem südlichen Stadtteil von Bombay (heute Mumbai). Laut goanvoice.org.uk, einem Community-Forum für Menschen aus Goa, stammten seine Eltern ursprünglich aus Mapusa. Er besuchte die renommierte, von deutschen Jesuiten gegründete Schule St. Xaviers School and College, auf der er 1948 seinen Abschluss machte. Schon in seiner Schulzeit war er ein herausragender Sportler. Er schloss sich der von Dorabji Tata gegründeten Leichtathletikgruppe an, wo er von dem angesehenen Trainer Benson Proudfoot betreut wurde.
1949 gewann Pinto beim Bombay State Athletic Meet den 100-Meter- und den 200-Meter-Lauf. Bei der 14. Austragung der alle zwei Jahre stattfindenden Indian Olympic Games stellte er mit 21,7 Sekunden einen neuen indischen Rekord über 200 Meter auf und gewann über die 100 und die 200 Meter. Er startete ebenfalls in der 4-mal-400-Meter-Staffel, war aber wegen einer Fußverletzung gehandicapt. Die indische Staffel errang Silber hinter der aus Japan.
Pinto wurde zum Kapitän der achtköpfigen indischen Leichtathletikmannschaft bei den Olympischen Sommerspielen 1952 in Helsinki ernannt. Um sich vorzubereiten, ging er für einen zweimonatigen Trainingsaufenthalt nach England, wo er beim London Athletic Club unter Franz Stampfl trainierte. In Helsinki wurde er mit 10,7 Sekunden Vierter im Halbfinale des 100-Meter-Laufs und erreichte das Halbfinale des 200-Meter-Laufs. Pinto berichtete später, er habe Asche der Laufbahn in die Augen bekommen, die der neben ihm laufende Australier John Treloar beim Start aufgewirbelt habe, und über die 100 Meter sei sein Start zu langsam gewesen. Wenige Monate später, im Februar 1953, errang Pinto beim 18. Nationalen Leichtathletik-Meeting in Jabalpur die Goldmedaille über 100 Meter und 200 Meter, beides mit neuen persönlichen Bestzeiten.
Nach Ende seiner Sportlaufbahn arbeitete Pinto für die Familie Tata, im Taj Mahal Hotel und bei Air India. 1969 zog er nach Chicago. Dort starb er im Februar 2020 im Alter von 90 Jahren. Er war Vater von fünf Kindern.